# Foro Andaluz
Foro Andaluz (FA) és una associació política de caràcter andalusista fundada el 2004 per l'antic ministre del PP Manuel Pimentel, de caràcter independent, humanista i universalista, amb actitud oberta, demòcrata, amb independència ideològica i d'opinió, i defensora de l'estat de dret i de benestar segons els seus estatuts.
A les eleccions al Parlament d'Andalusia de 2004 va obtenir 53.288 vots (l'1,20%) i cap representació. D'ells, va obtenir 16.027 vots a la província de Còrdova (el 3,27%), 7.720 vots (1,50%) a Granada, 3.448 (1,15%) a Almeria, 11.151 (1,02%) a Sevilla, 5.962 (0,82%) a Málaga, 5.185 (0,81%) a Cadis, 1.709 (0,62%) a Huelva, i 1.896 vots (0,45%) a Jaén.
En gener de 2006 Pimentel dimití com a president del partit per motius personals. A les eleccions al Parlament d'Andalusia de 2008 es va presentar dins al Coalición Andalucista, sense obtenir tampoc cap representació.